# کونسیرژری

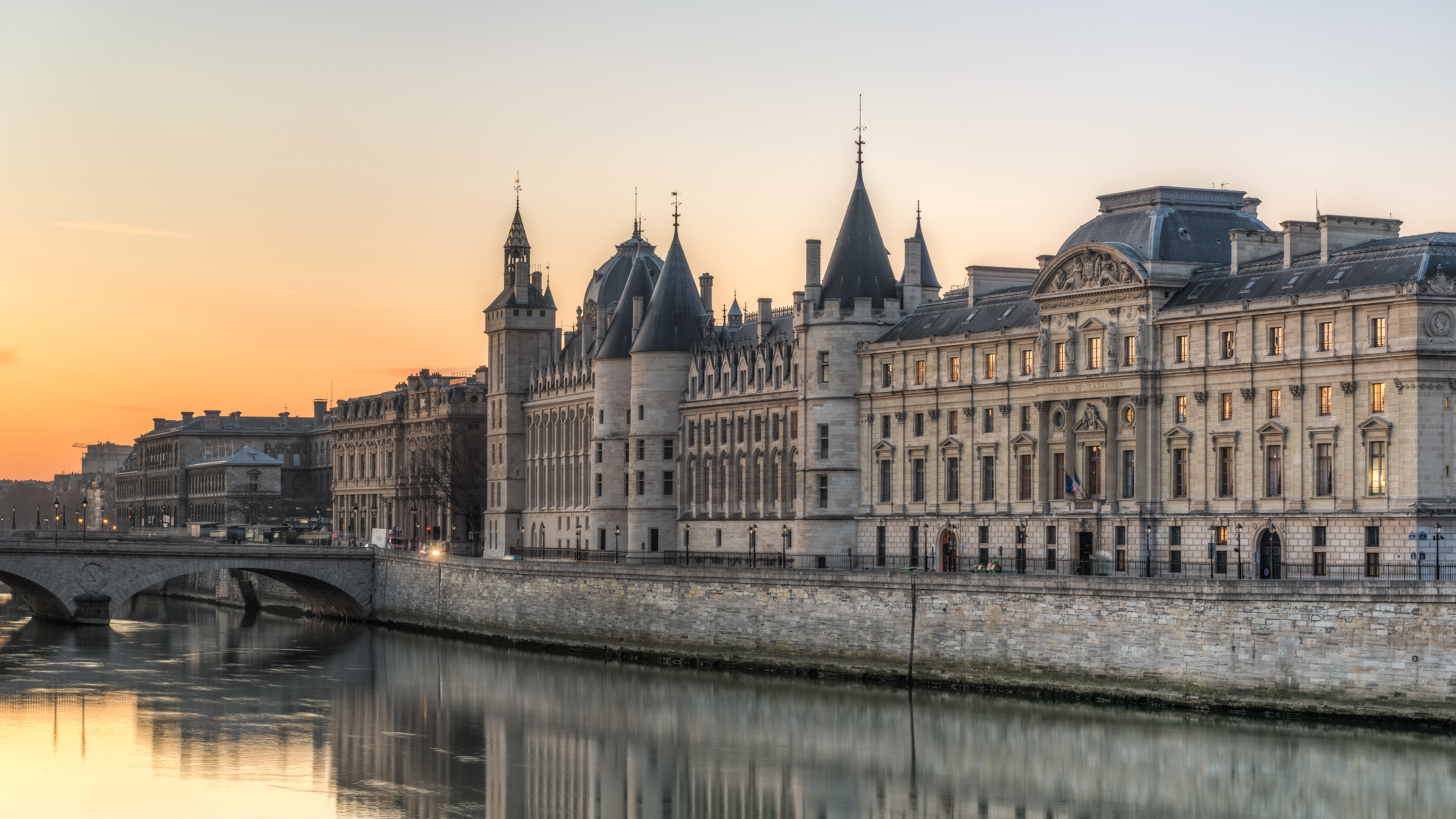
کونسیرژوری

کُنسیِرژِری (فرانسوی: Conciergerie‎، تلفظ فرانسوی: [kɔ̃sjɛʁʒəʁi]) یک قلعه و ساختمان سلطنتی در شهر پاریس، فرانسه است.
این ساختمان که در جزیره ایل دولاسیته در میان رود سن قرار دارد در قرن ۱۰ تا ۱۴ میلادی ساخته و تکمیل شده است.

## نگارخانه

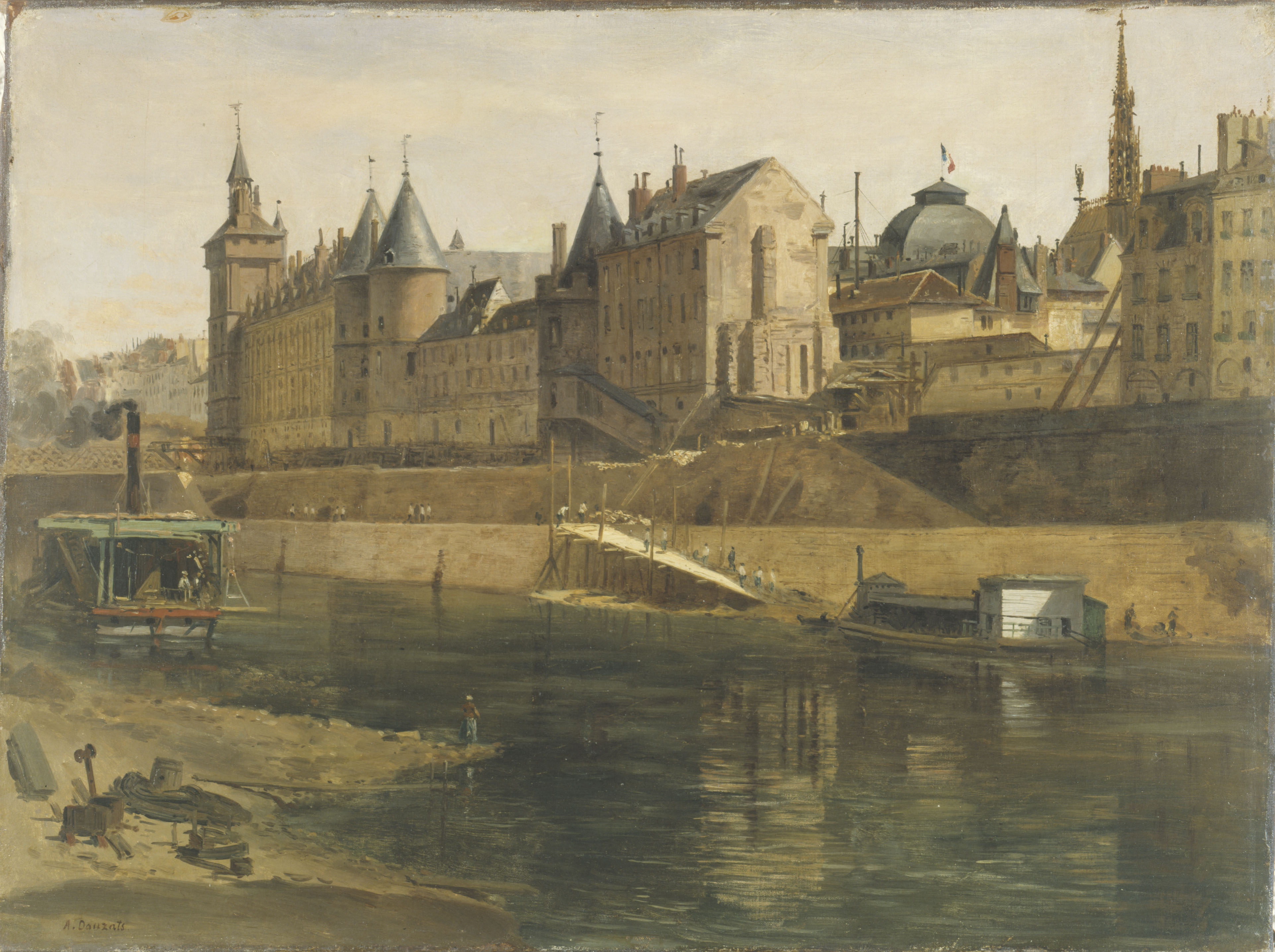
۱۸۵۸
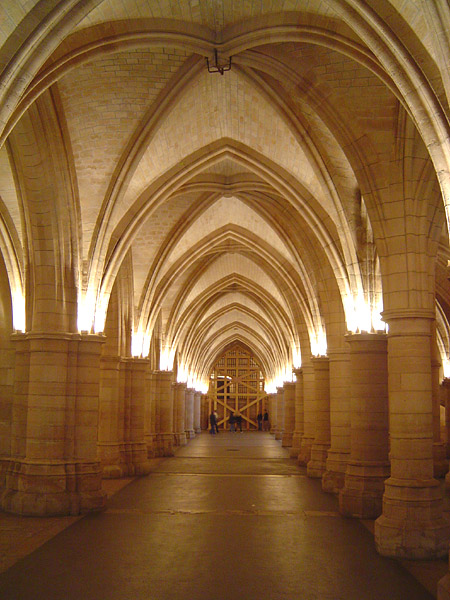
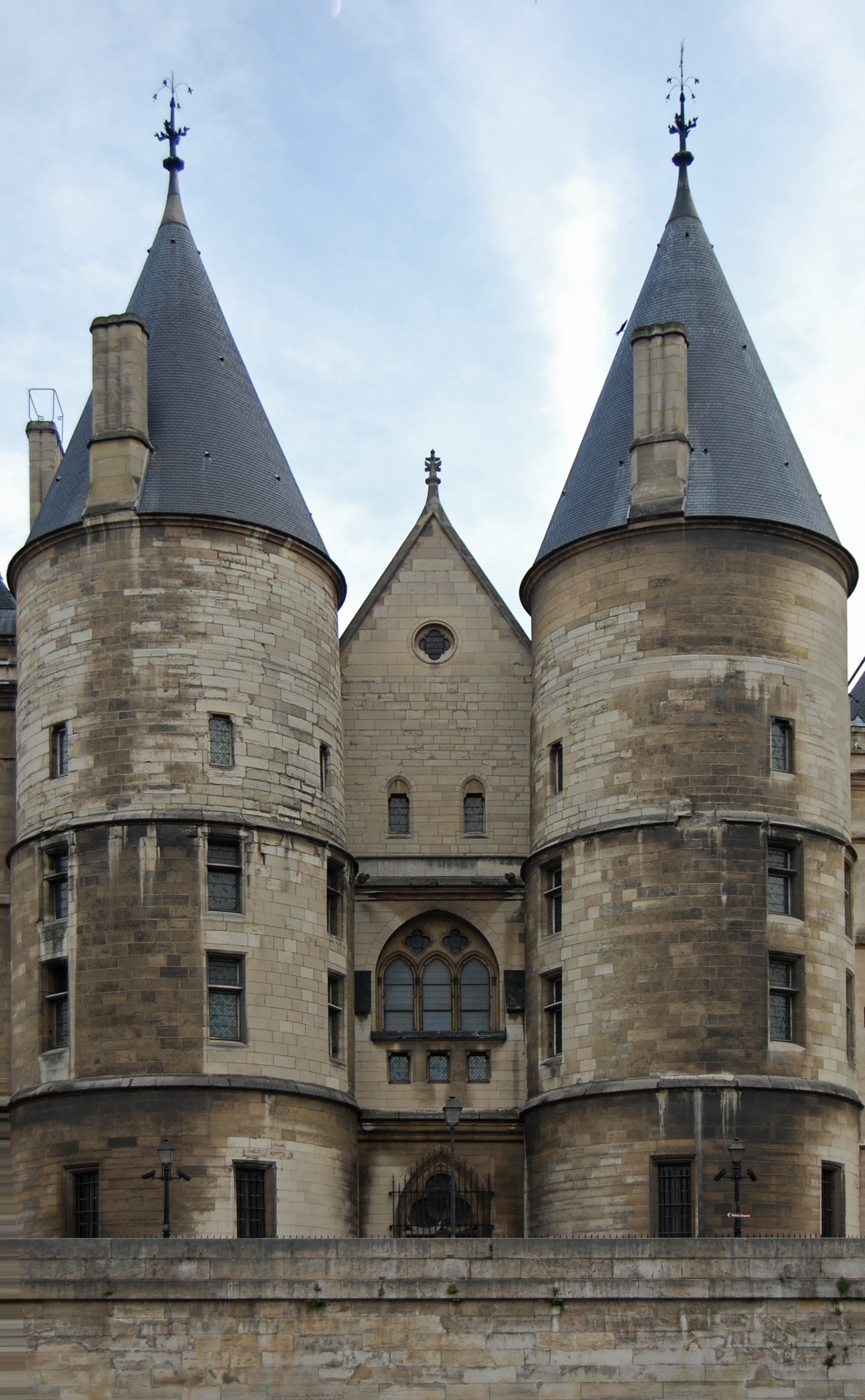
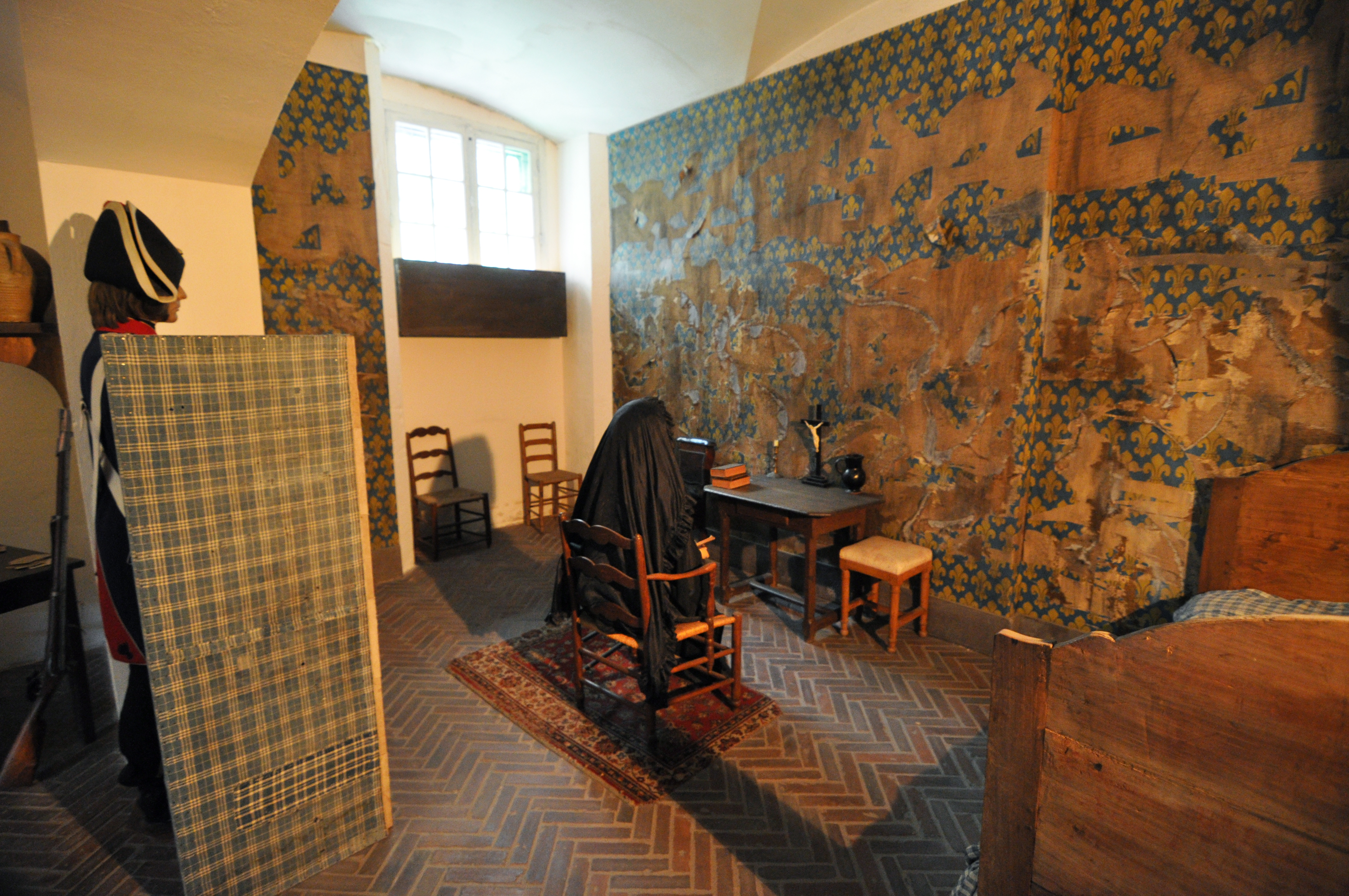
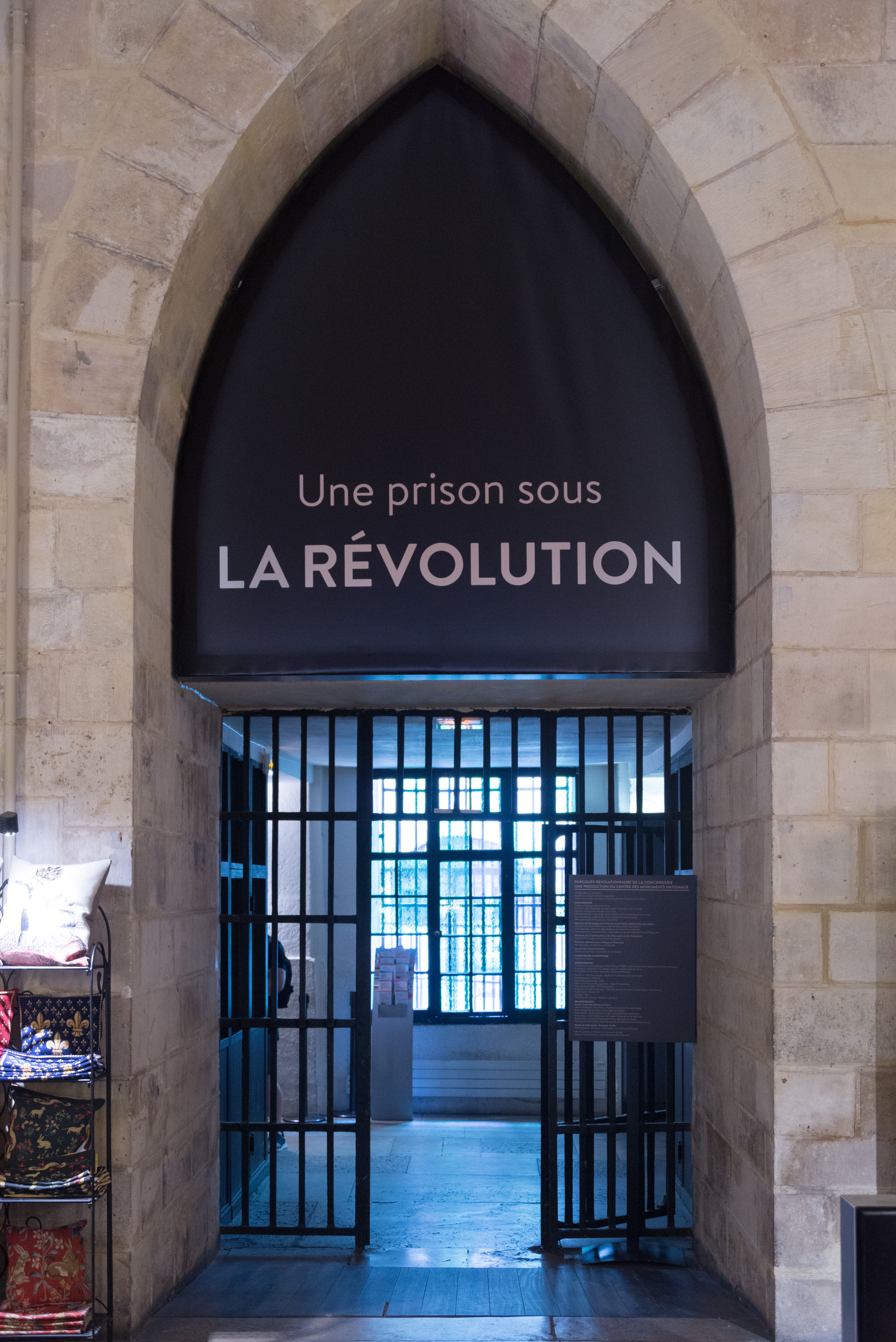